# Bandiera dell'Uruguay
La bandiera dell'Uruguay è stata adottata per legge il 16 dicembre 1828. La bandiera è composta da nove strisce orizzontali in bianco (5 strisce) e blu (4 strisce) alternati. Nel cantone superiore sinistro è presente un quadrato bianco recante il Sol de Mayo (sole di maggio), a 16 raggi (8 dritti ed 8 ondulati). Fino al 12 luglio 1830, la bandiera contava diciassette strisce e il sole aveva 32 raggi.

## Altre bandiere

### Bandiere co-ufficiali
L'Uruguay è uno dei pochi paesi nel mondo che ha adottato tre bandiere come simbolo patrio.
Le tre bandiere si alzano congiuntamente in occasione delle feste nazionali, rimanendo allineate durante tutto il giorno. Nelle scuole e nelle istituzioni, tanto pubbliche come private, si scelgono i tre alunni con migliore rendimento accademico e si assegna loro una bandiera a testa: la Nazionale, la Bandiera di Artigas e la Bandiera dei Trentatré Orientali. Allo stesso modo, altri sei studenti fanno da scorta, dividendosi in due per bandiera.

Bandiera di Artigas
Bandiera dei Trentatré Orientali

### Altre bandiere statali

Bandiera di bompresso

## Bandiere storiche

Bandiera della Spagna usata dal Vicereame del Río de la Plata
Prima bandiera ufficiale delle Province Unite del Río de la Plata
Bandiera di Artigas utilizzata dalla Liga Federal (1815-1820)
Bandiera della Provincia Orientale del Río de la Plata come membro della Liga Federal (1815-1817)
Bandiera della Provincia Cisplatina durante l'occupazione portoghese e brasiliana (1821-1825)
Bandiera dei Trentatré Orientali utilizzata dalle forze di resistenza dei Trentatré Orientali nel 1823
Prima bandiera dell'Uruguay (1825-1828)
Bandiera delleProvince Unite del Río de la Plata utilizzata dall'Uruguay durante la riunificazione con le altre province argentine e fino al Trattato di Montevideo (1828).
Seconda bandiera dell'Uruguay (1828-1830)
Bandiera usata dal Gobierno del Cerrito durante la Guerra civile in Uruguay (1843-1851)
Bandiera usata dal Gobierno de la Defensa durante la Guerra civile in Uruguay (1843-1851)

## Bandiere dipartimentali

Bandiera di Artigas
Bandiera di Canelones
Bandiera di Cerro Largo
Bandiera di Colonia
Bandiera di Durazno
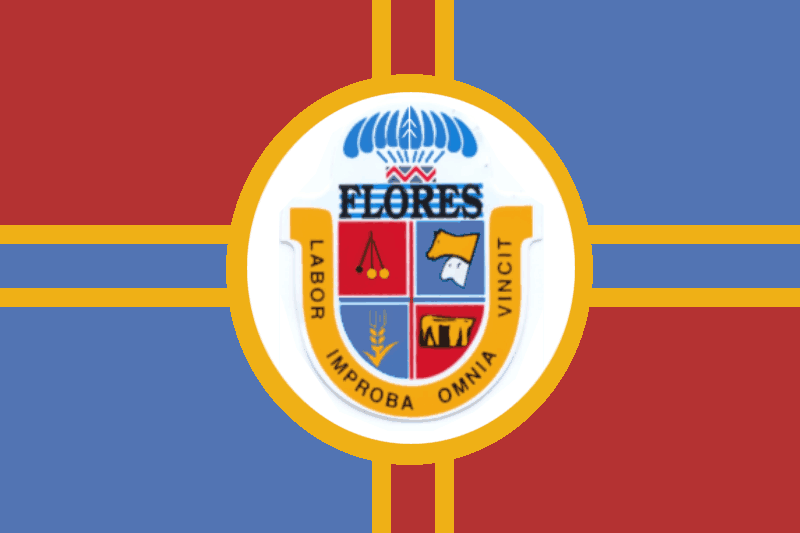
Bandiera di Flores
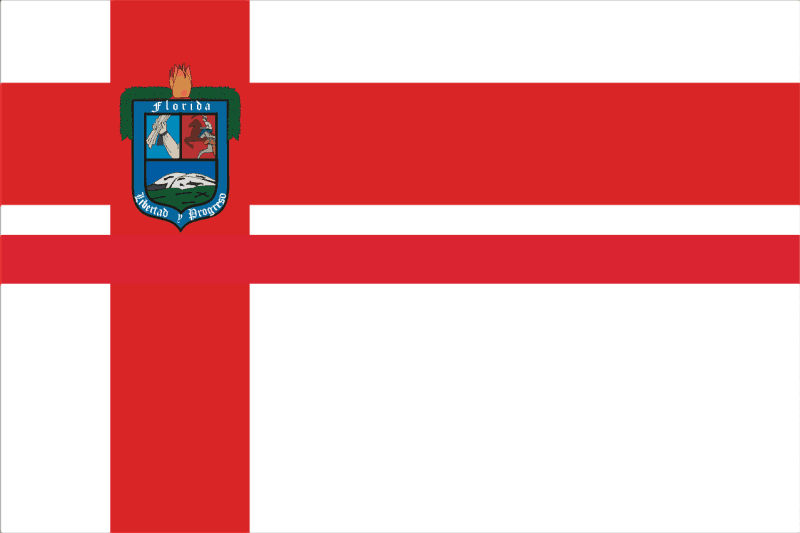
Bandiera di Florida
Bandiera di Lavalleja
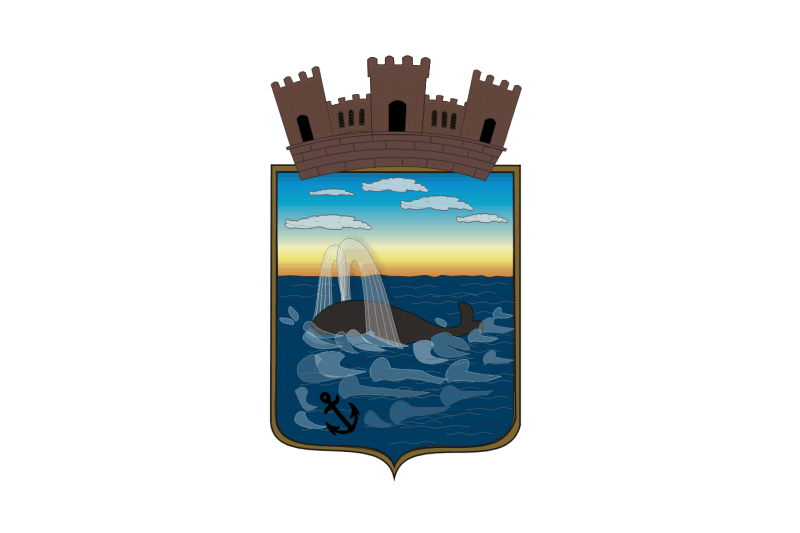
Bandiera di Maldonado
Bandiera di Paysandú
Bandiera di Río Negro
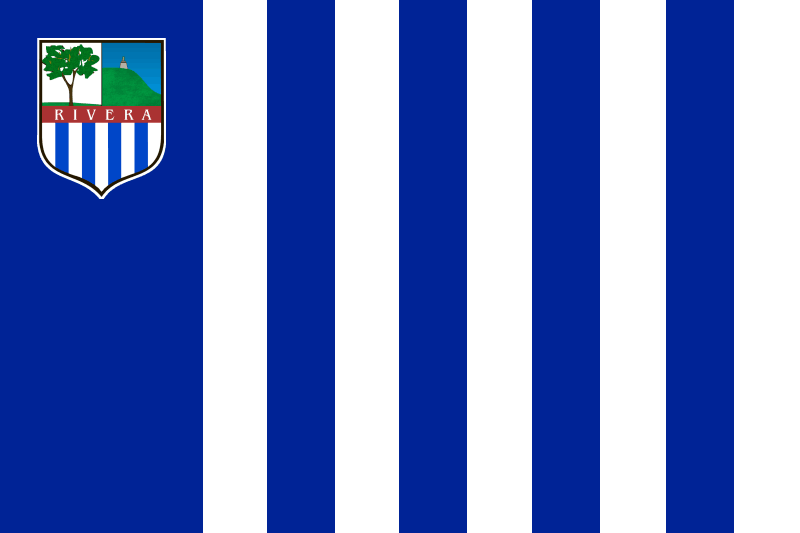
Bandiera di Rivera
Bandiera di Rocha
Bandiera di Salto
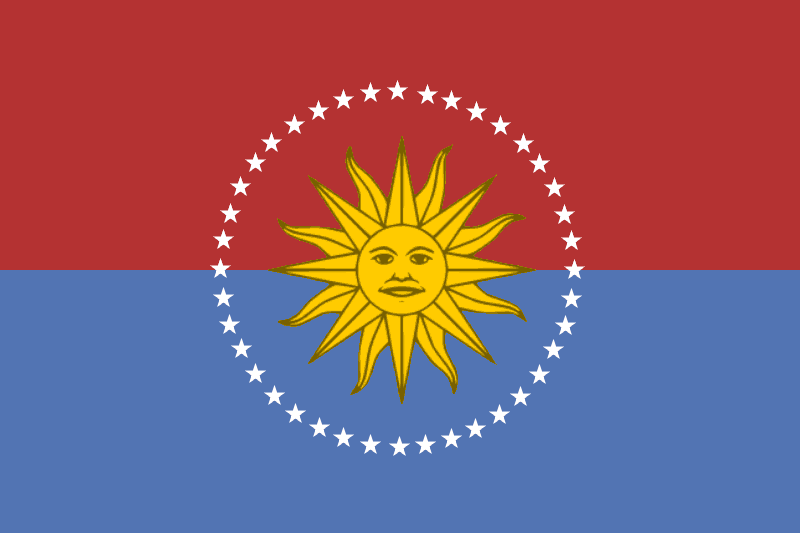
Bandiera di San José
Bandiera di Soriano
Bandiera di Treinta y Tres

I seguenti dipartimenti non hanno una bandiera ufficiale: Montevideo y Tacuarembó.